# 문학박사
문학박사(文學博士, Doctor of Letters, D.Litt., Litt.D.)는 대학원 관련 학위이다. 이 학위로써 대학 예하 문과 교수직원 직위를 지내는 것이 대표적이다. 국가에 따라 예술, 인문학, 사회 과학 분야의 최종 학위이다. 철학 박사(Ph.D.) 학위 이후에 더 높은 박사 학위이거나 이학 박사(Sc.D. 또는 D.Sc.) 또는 법학 박사(LL.D)와 같은 더 높은 박사 학위와 동등하다. 이는 예술, 사회 과학 또는 인문학 분야에서 창의적 예술이나 문화 예술에 대한 독창적인 공헌, 사회 과학 및 인문학 분야의 장학금 및 기타 공로를 인정하여 많은 국가의 대학에서 수여하는 상이다. 일반적으로 원본 논문의 개발 및 방어를 포함하여 정규 박사 과정을 이수하면 취득한 학위로 수여될 수 있으며, 지속적인 포트폴리오를 제출하고 학문적으로 평가한 후 취득한 상위 박사 학위로 수여될 수 있다.
이 박사 학위는 취득한 학위로 수여되는 것 외에도 특정 인문학적, 문화적, 예술적 분야에서 일생 동안 탁월한 성과를 거두었거나 사회에 대한 기타 주목할 만한 공헌을 인정하는 명예로운 명예로도 수여된다. 명예 박사 학위로 수여되면 학위 수여 기관의 재량에 따라 지원서, 입학, 교과 과정, 박사 학위 논문 또는 논문, 포트폴리오 평가를 포함한 표준 학위 요건의 대부분 또는 전부가 면제될 수 있다. 명예박사 학위 수여자는 반드시 수여 기관과의 사전 제휴 관계를 가질 필요는 없으며, 대부분의 경우 "Dr."이라는 직함을 이들의 이름 앞에 사용하는 것은 적절하지 않은 것으로 간주된다. 대학교, 칼리지 또는 학계에서는 특히 인문학 또는 인류 전반을 풍요롭게 한 희귀한 모범자로 확인된 유명인사에게 명예 문학박사, 문학박사 또는 관련 인문학 박사 학위를 수여할 수 있다. 마크 트웨인은 명예 문학박사훈장을 받았다. 1907년 옥스퍼드 대학에서 그의 문학적 공헌으로 넬슨 만델라(Nelson Mandela)는 남아프리카 공화국의 아파르트헤이트 반대 투쟁에서 리더십을 발휘한 공로로 1993년 나탈 대학, 2000년 탄자니아 개방 대학에서 명예 문학박사 학위를 받았다.